# Tensegrity (Architektur)

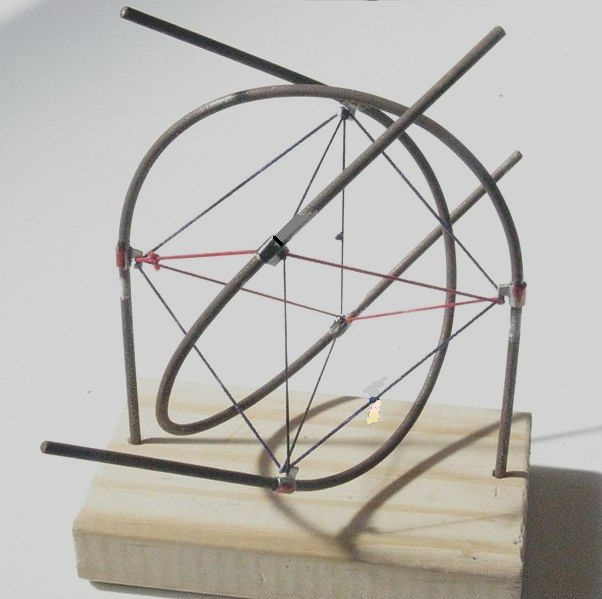
Tensegrity mit drei Stäben (hier äußere Bögen); die zwölf Seile bilden ein Oktaeder.

Tensegrity [tenˈseɡrəti] ist ein englisches Kofferwort aus tension (Zugspannung) und integrity (Ganzheit, Zusammenhalt). Es bezeichnet die Richard Buckminster Fuller und Kenneth Snelson zugeschriebene Erfindung eines stabilen Stabwerks, in dem sich die Stäbe nicht untereinander berühren, sondern lediglich durch Zugelemente (zum Beispiel Seile) miteinander verbunden sind.

## Beschreibung
Im verallgemeinerten Fall sind die lediglich Druckspannungen unterworfenen Stäbe durch beliebig geformte starre Körper ersetzt, in denen durch die verbindenden Zugelemente auch Biege- und Schubspannungen erzeugt werden. Ein Beispiel ist das schon vor der Erfindung des Tensegrities bekannte Speichenrad, das aus Nabe, Speichen und Felge besteht. Die dünnen Speichen wirken hier als Zugelemente. Die mit ihnen miteinander verbundenen starren Körper sind die Nabe und die Felge. In der Felge wird bei radialer Belastung der Druckspannung auch Biegespannung überlagert.
Die Urheberschaft dieses Stabwerks und einiger Ausführungen als räumliche Gebilde ist umstritten, da bereits Anfang des 20. Jahrhunderts der lettische Konstruktivist Karl Ioganson mit diesen Strukturen experimentiert haben soll.
Auf dem Tensegrity-Konzept aufbauend, zeigte der orthopädische Chirurg Stephen M. Levin, dass ähnliche Prinzipien auf lebende Systeme anwendbar sind, und prägte hierfür den Begriff Biotensegrity.
Die Konstruktionsprinzipien von Tensegrity hat der US-amerikanische Künstler und Bildhauer Kenneth Snelson in weltweit verbreitete Projekte von Türmen und Straßenkunstobjekten umgesetzt.

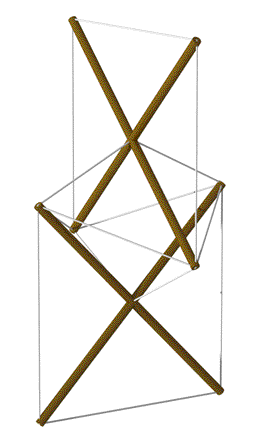
Kenneth Snelsons X-Module als Säule aus zwei Elementen (Modulen) übereinander
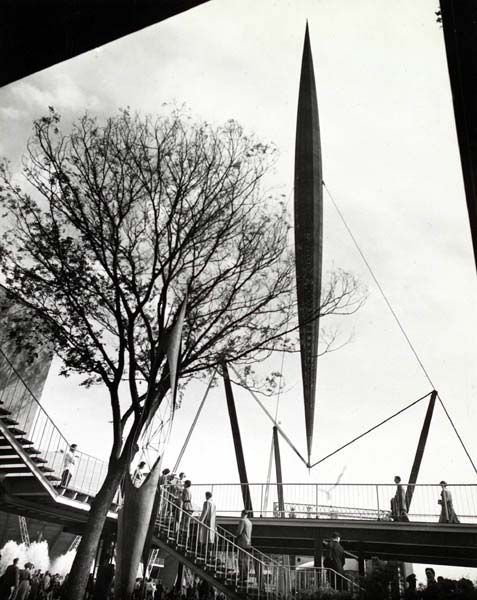
Die räumliche Skulptur Skylon beim Festival of Britain, 1951
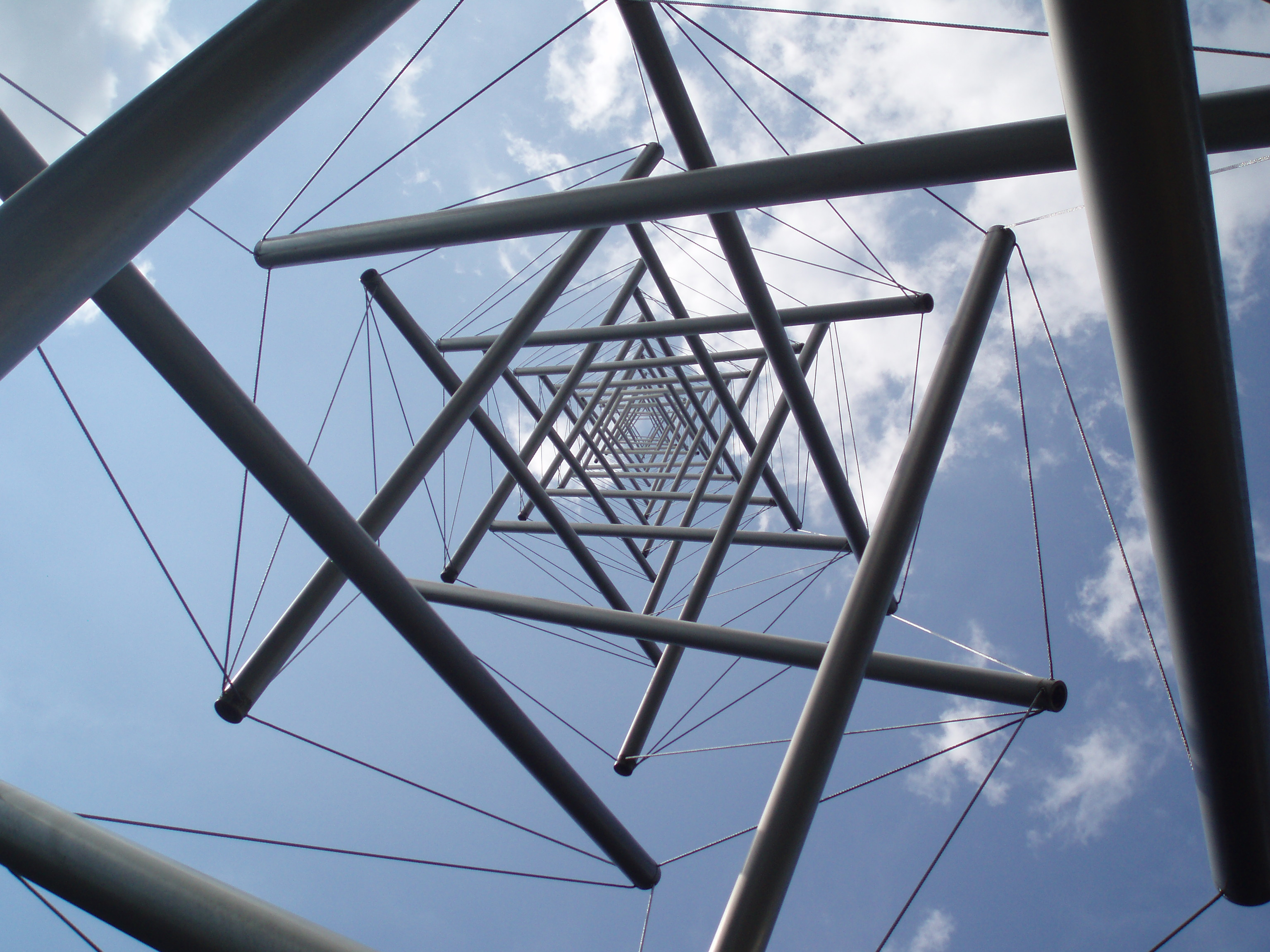
Untersicht des Needle Tower, 1968 (Hirshhorn Museum and Sculpture Garden, Washington, D.C./USA)
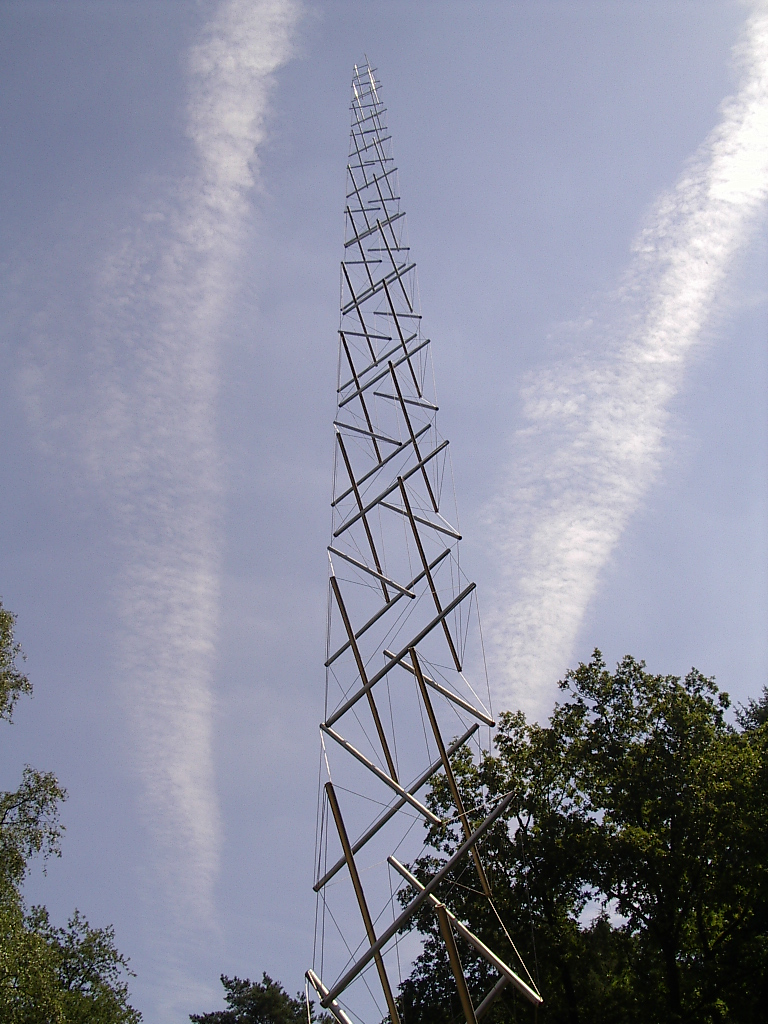
Needle Tower II, 1968 (Kröller-Müller Museum, Otterlo, Niederlande)
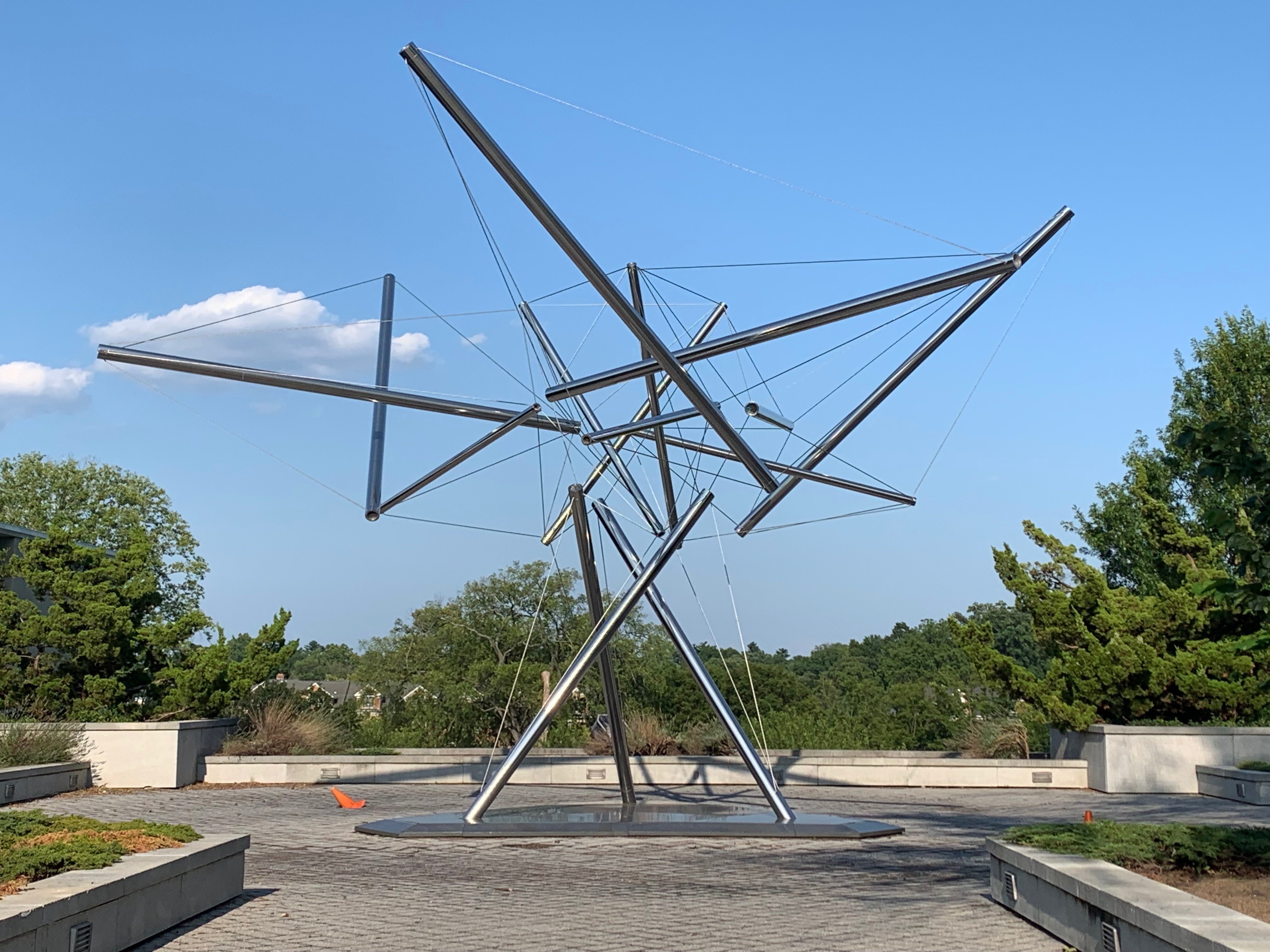
B-Tree, 1981 (National Institutes of Health, Bethesda, Maryland/USA)
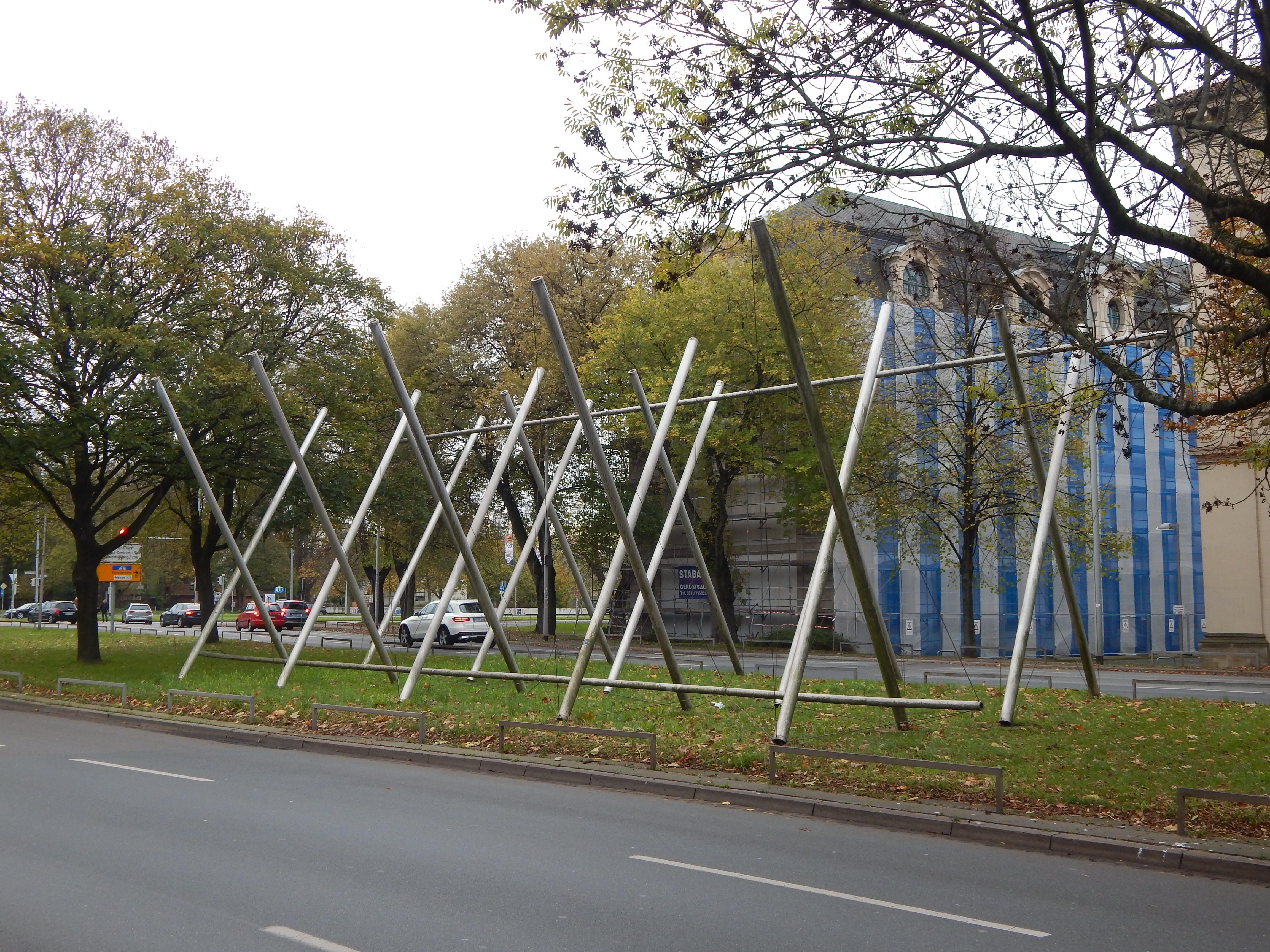
Avenue K, 1968, 1997 versetzt (Hannover, Deutschland; Leibnizufer)
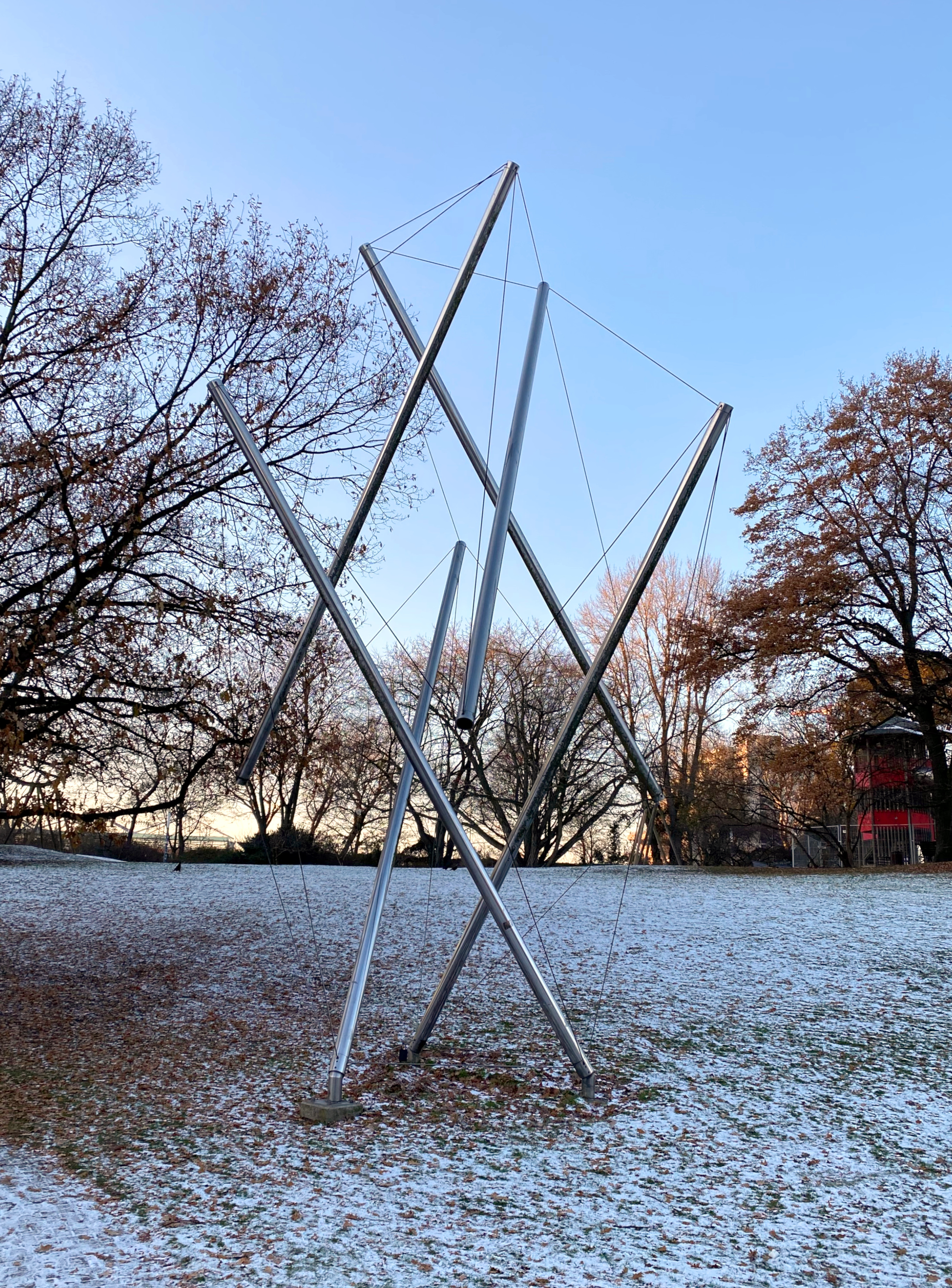
Osaka II im Hamburger Park Planten un Blomen, Ankauf 1972 zur IGA '73